# Goring-by-Sea
Goring-by-Sea est un quartier du district de Worthing, dans le Sussex de l’Ouest, en Angleterre. Il se situe environ 3,2 km (2 miles) à l’Ouest du centre de la ville de Worthing.
On pense que la dénomination Goring signifie soit « le peuple de Gāra », soit « le peuple de la bande de terre formant un coin ». Généralement connu sous le nom de « Goring », le suffixe « by-Sea » (sur mer) a été ajouté pour le différencier de Goring-on-Thames dans l’Oxfordshire.
L'église catholique de la localité, dédiée aux martyrs anglais, possède une reproduction du plafond de la chapelle Sixtine, réalisée par Gary Bevans. L'église paroissiale anglicane, St Mary, a été érigée aux environs du XIIe siècle apr. J.-C., puis reconstruite en 1837 par Decimus Burton.